# Shoshone (Idaho)
Shoshone é uma cidade localizada no estado americano de Idaho, no Condado de Lincoln.

## Demografia
Segundo o censo americano de 2000, a sua população era de 1398 habitantes.
Em 2006, foi estimada uma população de 1565, um aumento de 167 (11.9%).

## Geografia
De acordo com o United States Census Bureau tem uma área de
2,5 km², dos quais 2,5 km² cobertos por terra e 0,0 km² cobertos por água. Shoshone localiza-se a aproximadamente 1208 m acima do nível do mar.

## Localidades na vizinhança
O diagrama seguinte representa as localidades num raio de 36 km ao redor de Shoshone.